# L'ultima ora
L'ultima ora (L'Heure de la sortie) è un film del 2018 scritto e diretto da Sébastien Marnier, adattamento cinematografico dell'omonimo romanzo del 2002 di Christophe Dufossé.

## Trama
In seguito al tentato suicidio del professor Capadis, gettatosi dalla finestra davanti agli occhi dei suoi studenti, il professor Pierre Hoffman viene nominato come supplente dell'insegnante. Pierre scopre che la classe in questione è costituita soltanto da ragazzi che avevano voti altissimi alle scuole elementari e che è molto avanti con il programma, e poiché lui si è invece laureato in ritardo ed è ancora un supplente a 40 anni si sente poco adatto. Arrivato a scuola, Pierre fa subito amicizia con alcuni colleghi ma i suoi alunni gli sembrano abbastanza spocchiosi e ostili nei suoi confronti: in particolare gli sembra strano l'atteggiamento di 6 di loro, tra cui ci sono anche i due rappresentanti di classe, che nonostante la loro condizione di studenti molto intelligenti indicano di voler svolgere lavori estremamente umili in un tema che lui aveva assegnato per conoscerli meglio.
La situazione non migliora quando Pierre inizia a fare lezione: i suoi studenti continuano a trovarlo inadeguato e, come se non bastasse, assiste ad un episodio di bullismo a cui tuttavia il diretto interessato e gli altri studenti non vogliono che si interessi. Da quel momento in poi i due capiclasse sembrano quasi perseguitarlo, come se avessero sempre da ridire sul suo comportamento. Il giorno dopo lo stesso ragazzo si presenta a scuola col volto tumefatto: l'insegnante prova a denunciare il tutto durante il consiglio di classe, ma gli altri docenti minimizzano e sembrano interessati quasi soltanto al buon nome della loro scuola. Frustrato e non capito nemmeno dal suo migliore amico, di cui è segretamente innamorato nonostante questi abbia un figlio molto piccolo, Pierre inizia anche a ricevere telefonate anonime in cui sente soltanto piangere: tutto sembra indicare che i suoi studenti sono riusciti in qualche modo ad avere il suo numero e gli stanno facendo uno scherzo. Fra una lezione e l'altra, Pierre cerca di distrarsi facendo nuotate al lago ed escursioni in bici: durante uno di questi momenti, l'insegnante scopre che il gruppo di sei studenti che aveva già notato a lezione sono soliti riunirsi per somministrarsi a vicenda una dose indicibile di violenze.
L'uomo riesce a spiarli senza farsi vedere e nota che dopo ogni sessione i ragazzi seppelliscono un contenitore con alcuni DVD: il docente preleva il materiale e lo visiona a casa, scoprendo che quei ragazzi compiono tali gesti per prepararsi alle conseguenze dei disastri naturali che l'inquinamento e lo sfruttamento delle risorse provocheranno, così da non provare dolore quando accadrà. Il docente da questo momento entra in uno strano loop: affascinato e terrorizzato contemporaneamente dai suoi studenti, continua a spiarli di nascosto e visionare i loro DVD, risotterrando ogni volta la valigetta così da non essere scoperto; nel frattempo anche le telefonate si fanno più insistenti. Anche a scuola continuano ad accadere episodi singolari: Pierre interviene per sedare una rissa che coinvolge proprio uno dei sei ragazzi in questione, e nel fare ciò viene colpito al volto dall'altro ragazzo. Il docente viene soccorso da Steve, che entra in atteggiamenti abbastanza intimi con lui e si complimenta per i suoi tatuaggi: lo strano momento viene interrotto dall'arrivo degli altri insegnanti, che invitano anche lui e perfino Catherine (che ha da poco perso il marito e il figlio in un incidente d'auto) ad una serata in un locale insieme all'intero corpo docente.
Durante la serata, l'uomo ha uno strano scambio con Catherine e con Brice, l'alunno che per primo gli aveva fatto notare le stranezze relative alla violenza, mentre continua a guardare i suoi colleghi mentre ballano senza inserirsi nella mischia: per la prima volta Catherine sembra rivolgergli delle attenzioni particolari, ma lui ha occhi solo per Steve. Nel frattempo le telefonate anonime continuano, così come l'attività di spionaggio ai suoi studenti e la visione dei loro DVD, ma ciononostante l'uomo trova una sorta di equilibrio che gli permette di riprendere a lavorare alla sua tesi. Quando qualcuno si introduce in casa sua e gli ruba il portatile, facendogli perdere mesi di lavoro svolto per la tesi, l'uomo ha un break down mentale durante un compito in classe e ottiene in questo modo un atto di disobbedienza da parte della classe. Poco dopo, tuttavia, Pierre scopre che è Françoise a chiamarlo ogni giorno e, probabilmente, ad avergli rubato il computer: lei prova a sedurlo ma lui la respinge, e così la donna infrange uno specchio con una testata. Successivamente, l'uomo assiste ad un ennesimo atto di violenza dei suoi studenti: i ragazzi si tengono sott'acqua a vicenda per tempi prolungati, ed in particolare una ragazza viene tenuta sott'acqua per un tempo eccessivo, e così il professore si ritrova costretto ad intervenire, facendo sì che i ragazzi scoprano che li sta pedinando.
Dopo alcuni giorni, durante gli esami di maturità, la capoclasse riesce a costringere Pierre ad accompagnarla in bagno: qui la ragazza gli chiede di restituire un DVD che manca all'appello, si rifiuta di rivelare qual è il vero scopo per cui si stanno allenando e soprattutto lo provoca in maniera tale da farsi dare uno schiaffo. Dopo alcuni giorni, in seguito alla proclamazione dei diplomati, tutti gli studenti e gli insegnanti si riuniscono in una grande festa, pernottando tutti insieme nella struttura. Anche in questa occasione, Pierre nota che i soliti sei hanno un atteggiamento strano: per questo motivo il docente fa un'ispezione notturna, scoprendo che i sei sono andati via e hanno rubato un bus. Pierre e Steve riescono tuttavia ad intercettarli e ad impedire che i ragazzi portino a termine il loro piano, ossia compiere un suicidio di massa per evitare di perire in un più doloroso disastro naturale. Dopo quest'assurda esperienza, Pierre e l'uomo di cui è segretamente innamorato si uniscono in un lungo ed appassionato abbraccio. Dopo alcuni giorni, docenti ed alunni si sono riuniti al lago in un picnic e mangiano in serenità, come se non fosse successo niente: proprio in questo momento si verifica una terribile esplosione che sta per travolgerli. Tutti cercano di scappare via tranne Pierre e i soliti sei, che rimangono fermi ad osservare la loro fine imminente facendosi forza l'un l'altro.

## Produzione
Le riprese sono iniziate il 12 giugno 2017.

## Distribuzione

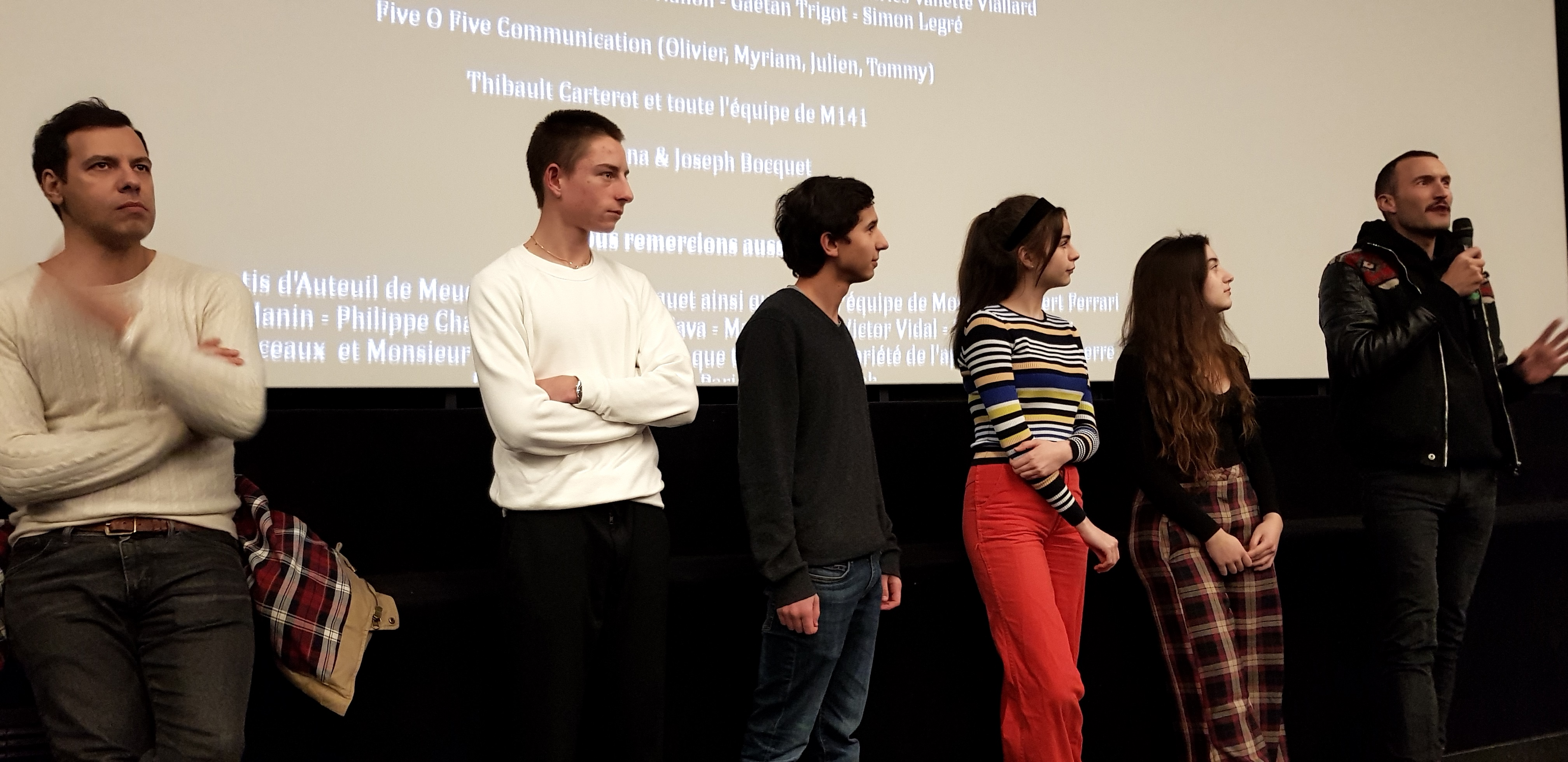
Cast e troupe alla première parigina del film, da sinistra a destra: Laurent Lafitte, Victor Bonnel, Thomas Guy, Adèle Castillon, Luàna Bajrami ed il regista Sébastien Marnier.

Il film è stato presentato in anteprima il 31 agosto 2018 alla 75ª Mostra internazionale d'arte cinematografica di Venezia, all'interno della sezione Sconfini. È stato distribuito nelle sale cinematografiche francesi da Haut et Court a partire dal 9 gennaio 2019. È stato distribuito nelle sale cinematografiche italiane da Teodora Film a partire dal 4 luglio 2019.

## Accoglienza
Nonostante le recensioni prevalentemente favorevoli,
il film è stato un flop al botteghino, collezionando circa 66mila spettatori in patria a fronte di un budget di 3 milioni di euro.

## Riconoscimenti
- 2018 - Sitges - Festival internazionale del cinema fantastico della Catalogna
  - Menzione speciale al miglior film